# La Besace
La Besace är en kommun i departementet Ardennes i regionen Grand Est (tidigare regionen Champagne-Ardenne) i nordöstra Frankrike. Kommunen ligger  i kantonen Raucourt-et-Flaba som ligger i arrondissementet Sedan. År 2022 hade La Besace 134 invånare.

## Befolkningsutveckling
Antalet invånare i kommunen La Besace
Referens: INSEE